# Naix-aux-Forges
Naix-aux-Forges är en kommun i departementet Meuse i regionen Grand Est (tidigare regionen Lorraine) i nordöstra Frankrike. Kommunen ligger i kantonen Ligny-en-Barrois som tillhör arrondissementet Bar-le-Duc. År 2022 hade Naix-aux-Forges 195 invånare.

## Befolkningsutveckling
Antalet invånare i kommunen Naix-aux-Forges
| Referens: INSEE |